# Ludwik Szumańczowski
Ludwik Jacek Szumańczowski herbu Prus (ur. 11 września 1818 w Iskrzyni, zm. 19 czerwca 1893 w Krakowie) – poseł do Sejmu Krajowego Galicji I ,II, III i IV kadencji (1865–1882), właściciel dóbr Czulice.
Syn Adama i Felicji z Bukowskich. Ukończył prawo na Uniwersytecie Lwowskim. W 1848 ożenił się z Florentyną córką profesora i rektora UJ Adam Krzyżanowskiego wraz z zawarciem związku małżeńskiego został właścicielem Czulic. Działał w Krakowskim Towarzystwie Rolniczym, był jednym z inicjatorów powstania Szkoła Rolniczej w Czernichowie, cenionym hodowcą bydła. 20 listopada 1865 na miejsce zmarłego Walerego Wielogłowskiego został wybrany w wyborach uzupełniających posłem Sejmu Krajowego I kadencji z IV kurii obwodu Kraków, z okręgu wyborczego nr 49 Kraków-Mogiła-Liszki-Skawina. Z tego samego okręgu wchodzi do Sejmu II kadencji. Do Sejmu III i IV kadencji wybierany z okręgu krakowskiego z I kurii. W latach 1869–1878 był członkiem Rady Nadzorczej Towarzystwa Wzajemnych Ubezpieczeń w Krakowie. w 1880 został egzekutorem testamentu Anna Helcel oraz kuratorem Fundacji im. Anny i Ludwika Helclów. Od 1890 dyrektor krakowskiej Powiatowej Kasy Oszczędności od 1890 roku. Cenzor banku austro-węgierskiego. Ostatni po mieczu z rodziny Szumańczowskich. Pochowany 21 czerwca 1893 na Cmentarzu Rakowickim w Krakowie.